# Oxigen lichid

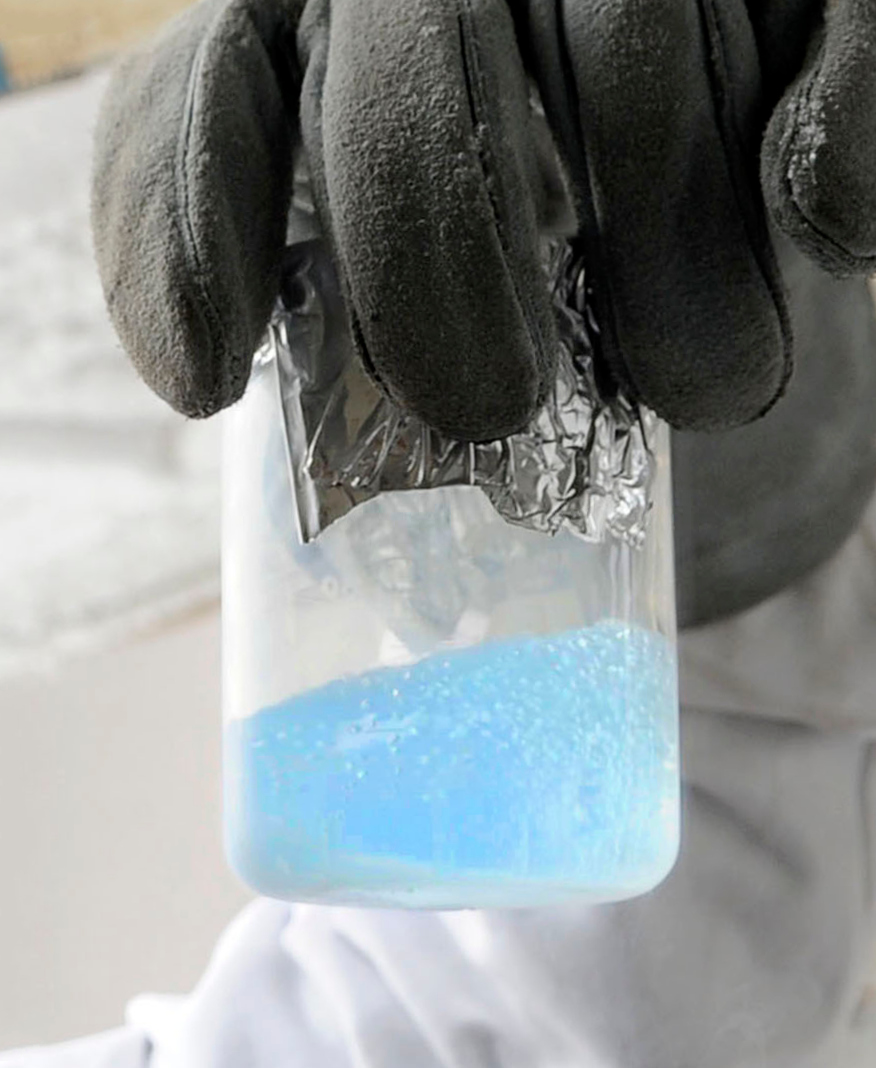
Aspectul oxigenului lichid

Oxigenul lichid este oxigenul aflat în stare lichidă, la o temperatură foarte scăzută. Este un lichid de culoare albastră cu o densitate de 1141 g/l (puțin mai dens decât apa), cu un punct de topire de −218,79 °C și cu un punct de fierbere de −182,96 °C.
Este produs prin distilare fracționată din aer lichid. Este parțial miscibil cu ozonul lichid.

## Proprietăți fizice
Oxigenul lichid are un raport de destindere de 1:861 sub pragul 1 de atmosferă (100 kPa și 20°C), dar din acest motiv, este folosit în anumite aeronave comerciale și militare ca sursă transportabilă de oxigen pentru respirație.
Datorită naturii sale criogenice, oxigenul lichid poate face ca materialele pe care le atinge să devină fragile. Oxigenul lichid este totodată un agent oxidant foarte puternic: materialele organice vor arde rapid și energic în oxigen lichid. Mai mult, dacă sunt înmuiate în oxigen lichid, unele materiale, cum ar fi brichetele de cărbune, negrul de fum, pot detona imprevizibil din surse de aprindere, cum ar fi flăcări, scântei sau lovituri ușoare. Produsele petrochimice, inclusiv asfaltul, prezintă adesea acest comportament.